# Ymana
Ymana, o Roillo oppure Rosellia, è un'isola leggendaria localizzata nell'Oceano Atlantico occidentale, che sarebbe stata situata vicino alla più conosciuta Antilia.

## Storia
La sua leggenda è legata strettamente alla fantomatica Antilia, sede di sette città abitate da cristiani fuggiti dalla penisola iberica dopo l'invasione iniziata nel 711 da parte degli Arabi.

## Geografia e cartografia

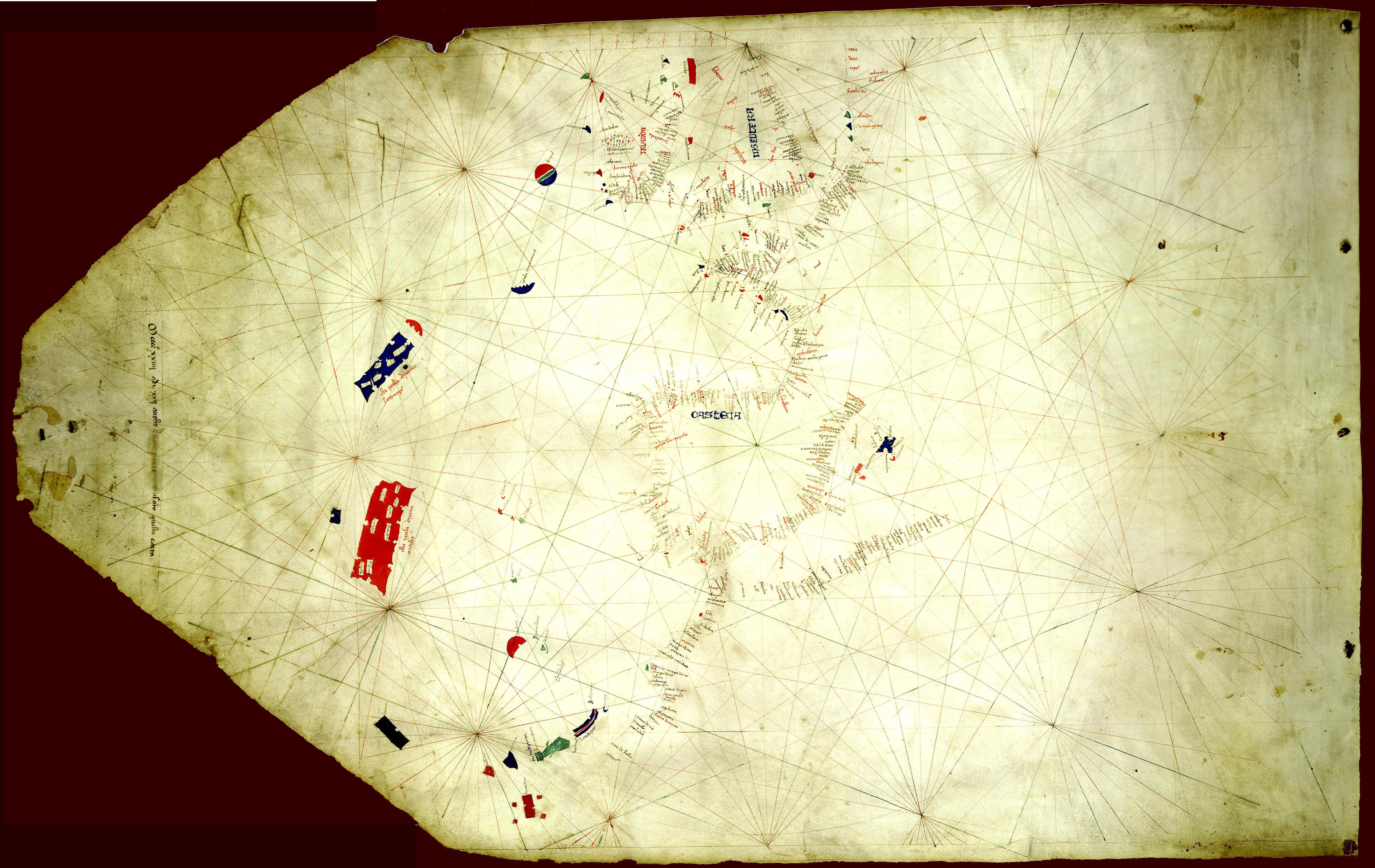
Carta di Pizzigano, 1424

L'isola, situata nei pressi delle Azzorre, appare sulle carte ad ovest della poco grande Antilia, separata da uno stretto piuttosto ampio, e rispetto all'isola vicina di forma rettangolare, la sua forma è irregolare.
L'isola appare per la prima volta nel 1424 in una carta nautica di Pizzigano, nel 1435 nella carta di Battista Becario e nel 1470 in una mappa di Grazioso Benincasa.